# Wendela Bronsgeest
Wendela Klaske Anita Bronsgeest (Den Haag, 18 december 1944 – Leiden, 1 december 1994) was een Nederlandse zangeres en zangpedagoog.

## Opleiding
Na haar gymnasiumopleiding in Leeuwarden ging Wendela Bronsgeest in 1963 in Leiden kunstgeschiedenis en archeologie studeren. Bij de muziekschool kreeg ze zangles van Leny Stevens-Ridderhof en ze werd lid van het Leids Studenten Koor en Orkest Collegium Musicum. Hier kreeg ze al spoedig solopartijen toebedeeld waarmee ze lof oogstte.
Op advies van dirigent André Kaart meldde ze zich in 1973 aan voor het Koninklijk Conservatorium te Den Haag, waar ze solozang studeerde bij Herman Woltman en Meinard Kraak.
Na haar diploma ‘met onderscheiding’ in 1977 volgde ze interpretatielessen bij Felix de Nobel, bij de Pierre Bernac master course van de Eduard van Beinum Stichting, en masterclasses bij Irmgard Seefried bij de Fondation Royaumont bij Parijs (1978 en 1979) en bij Elisabeth Schwarzkopf in Frankfurt (1981). Hoewel Wendela Bronsgeest ook repertoire uit andere stijlperioden bleef zingen, ging ze zich in haar beroepspraktijk steeds meer richten op het 20e-eeuwse lied.

## Zangcarrière
Als zangeres oogstte ze al spoedig succes en werd veel gevraagd in binnen- en buitenland. Ze maakte tournees, onder andere met het Schönberg Ensemble, naar Italië (1980), Amerika en Canada (1983). Ze werkte geregeld samen met o.a. Reinbert de Leeuw, zowel bij het Schönberg Ensemble als in ander verband; met Roberta Alexander, Lucas Vis, Jard van Nes, Charles van Tassel en het Fodor-Kwintet. Met Lieuwe Visser en Nico van der Meel soleerde ze onder meer in Pulcinella van Igor Stravinsky (1991).
Bij het Radio Kamerkorkest onder leiding van Roelof van Driesten zong ze in 1978 liederen van onder anderen Henri Duparc.
Ze werd gevraagd mee te werken aan de Anthologie van het Nederlandse lied in de 20e eeuw, een album met 5 grammofoonplaten, waarvoor ze ’’Receuillement’’ van Kees van Baaren opnam (1981).
In 1984 soleerde Bronsgeest bij de 4 mei dodenherdenking in Groningen in het opdrachtstuk Lied van duizend angsten van Tera de Marez Oyens op tekst van Ingrid van Delft met het Noordelijk Filharmonisch Orkest en een projectkoor onder leiding van Lucas Vis. In 1985 zong ze op 4 en 5 mei And they shall reign forever van Ton de Leeuw, in een programma van het Utrechts Conservatorium, onder leiding van Jurrien Sligter.
Gedurende de jaren '70 en '80 verzorgde Wendela Bronsgeest bijna jaarlijks liederenprogramma's, samen met onder anderen mezzo-sopraan Vera Verzijden, bariton Max van Egmond, Bernard Kruysen, en de pianisten Tom Bollen, Alwin Bär, Ferdinand Leitner, Stanley Hoogland en Tan Crone.

### Optredens inVARA'sMatinee op de vrije zaterdag
- 1976 concertante uitvoering van Webers opera Euryanthe, met het Radio Filharmonisch Orkest, o.l.v. Hans Vonk[10]
- 1977 La battaglia di Legnano (1849) van Verdi, met het Groot Omroep Koor en het Omroep Orkest onder leiding van Kees Bakels[11]
- 1983 Quatre poèmes Hindous[12] van Maurice Delage[13] met begeleiding van het Raphael Kwartet en musici van de NOS[14]

Vanuit het Concertgebouw in Amsterdam.

### Optredens met het Schönberg Ensemble
Met het ‘Schönberg Ensemble’, onder leiding van Reinbert de Leeuw, trad ze op in de hieronder genoemde programma's. Ook nam zij deel aan concertreizen met het Schönberg Ensemble naar Italië (1980), het Edingburgh International Festival (1983) en in dat zelfde jaar naar Canada en de Verenigde Staten.
- Ein Abend in Wien, met Sechs Lieder op.14 van Webern en een bewerking door Schönberg van Ständchen van Schubert (1978).[15] De bewerking van Schubert werd met het Schönberg Ensemble opgenomen voor Philips op de LP “Wien, Wien nur du allein” (1979).
- Verein für musikalische Privatauffürungen[16], met werken van Reger, Schönberg (opus 8) en Zemlinsky (opus 13), wat resulteerde in een Philips LP met dezelfde titel (1981).
- Lieder Op.14 van Anton Webern (1981).
- Durch die Nacht (1930) (opus 67) van Ernst Křenek; La Taille de l’Homme (1939) van Igor Markevitsj (Wereldpremière)[17] (1985).[18]

### Optredens met hetSchönberg Kwartet
- Des Todes Tod opus 23A (1922) van Paul Hindemith, in het voorprogramma[19] van twee eenakters van hem (Holland Festival, 1983).[20]
- Tweede strijkkwartet van Arnold Schönberg in 1985[21] en 1989.[22] Hoewel hiervan ook opnames zijn gemaakt voor een CD, is die nooit tot stand gekomen.

Daarnaast werd Wendela Bronsgeest altijd veel gevraagd als solist bij amateur muziekverenigingen. In 1979 werd door de BBC een televisieregistratie gemaakt tijdens een tournee met het Philharmonisch koor Hagacantare en Leiden Sinfonietta. In 1981 trad ze op als solist bij de 29e tournee van het Nederlands Studenten Orkest, waarmee ze onder leiding van Louis Stotijn de 4e symfonie van Gustav Mahler uitvoerde en op de plaat zette. Het zelfde jaar deed ze, ook onder Stotijn, hetzelfde werk bij Het Zeeuws Orkest.

Hoewel ze zich meer en meer ging toeleggen op het 20e-eeuwse liedrepertoire bleef ze ook muziek uit andere stijlperioden zingen, getuige de opname van een cd, “Ständchen”, in 1994, met liederen uit de romantische periode (met Thom Bollen, piano).

## Zangdocent
Naast haar werk als zangeres had Wendela Bronsgeest ook een grote lespraktijk, zowel privé, als aan het Rotterdams Conservatorium, waar ze van 1983 tot haar overlijden in 1994 klassieke zang doceerde. In die hoedanigheid was ze ook verbonden aan de Hochschule für Musik Carl Maria von Weber te Dresden.
Onder haar leerlingen had ze onder andere Annemieke van der Ploeg, Tetsje van der Kooi, Liselet van Gent, Joost van der Linden, Madeleine Sie en Isabella Scholte, die zowel in Rotterdam als in Dresden bij Wendela studeerde.
Door ziekte moest zij haar carrière ontijdig opgeven. Ze overleed aan kanker op 1 december 1994, vlak voor haar 50e verjaardag.
Wendela Bronsgeest was getrouwd en had drie kinderen.

## Onderscheidingen
- 1976 Internationaal Vocalistenconcours ’s-Hertogenbosch: Bumaprijs[30]
- 1976 Internationaal Vocalistenconcours ’s Hertogenbosch: prijs van de Vrienden van het Lied[31]
- 1977 Nicolaïprijs te Salzburg
- 1977 Mozart Wettbewerb Diplom in Salzburg 
Daaruit vloeide optredens voort in het zomerfestival te Bath, Edinburgh en Bayreuth.

## Discografie
- 1979 Ständchen van Schubert in een arrangement van Schoenberg, uitgevoerd met het Schoenberg Ensemble. Schoenberg vol. 1: Wien, Wien nur du allein..., Philips 6570 811 stereo (1981) LP
- 1981 Verein für musikalische Privatauffürungen Vol 3. Schönberg; Reger; Zemlinsky.
Schönberg Ensemble olv Reinbert de Leeuw. Philips 6514 134
- 1981 Recueillement (1947) van Kees van Baaren: Anthologie Van Het Nederlandse Lied In De 20e Eeuw met Thom Bollen, piano. CBS – LSP 14514 (in 1993 heruitgebracht als Songs by Dutch composers, Globe GLO 6018)
- 1982 Isabeau (Pietro Mascagni) o.l.v. Kees Bakels. ed Bongiovanni 902512429
(heruitgebracht op CD 2014: GB2341/42)
- 1982 30 jaar Nederlands Studenten Orkest G. Mahler: 4e Symphonie. o.l.v. Louis Stotijn.
Uitgave LP in eigen beheer NSO, nr 6814.637.
- 1986 Liederen van Gerrit Jan van Eyken, Samuel de Lange Senior & Junior, en Daniël de Lange, (Mercato MR 08502)
uitgave Haags Gemeentemuseum
- 1994 Ständchen, Liederen van Roussel, Brahms, Walton, Richard Strauss en Duparc (CD Erasmus WVH 150), met Thom Bollen, Piano